# Even Sappir
Even Sappir (hebreiska: אבן ספיר) är en ort i Israel.   Den ligger i distriktet Jerusalem, i den centrala delen av landet. Even Sappir ligger 633 meter över havet och antalet invånare är 679.
Terrängen runt Even Sappir är huvudsakligen kuperad, men österut är den platt.Runt Even Sappir är det tätbefolkat, med 913 invånare per kvadratkilometer. Närmaste större samhälle är Jerusalem, 7,8 km öster om Even Sappir. Omgivningarna runt Even Sappir är i huvudsak ett öppet busklandskap.